# Ray Borg
Raymond Anthony Borg, född 4 augusti 1993 i Tucson, är en amerikansk MMA-utövare som sedan 2014 tävlar i organisationen Ultimate Fighting Championship.
På UFC 216 den 7 oktober 2017 möttes Borg och den regerande mästaren Demetrious Johnson i en titelmatch i flugvikt. Johnson vann matchen via submission i den femte ronden.